# Агентов, Михаил Иванович
Михаил Иванович Агентов (ок. 1740 — после 1780) — русский переводчик и педагог, преподаватель немецкого языка.

## Биография
Михаил Агентов родился около 1740 года. Учился в Московском университете и в 1760 году был послан обучаться немецкому языку в Кёнигсбергском университете.
По возвращении в Москву, с 1763 года состоял переводчиком с немецкого языка при университете; был учителем в университетской гимназии, где обучал «немецкой синтаксической класс». В 1762 году издал учебник «Краткая немецкая грамматика, собранная из разных авторов, в пользу российскаго юношества, переводчиком Михайлом Агентовым, обучающим в Гимназии Имп. Московскаго университета немецкой синтаксической класс», переиздававшийся в 1779 и в 1789 годах. В 1764 году его класс был передан другому преподавателю, так как Агентов «очень редко» приходил на уроки.
С 1762 года публиковал ряд переводов, среди которых «О нюхательном табаке» Д.-А.-В. Плаца, «О употреблении времени», «Сочинение доктора Кригера о сновидениях». В 1765 году в Москве был издан его перевод немецкой книги «Основательное и ясное наставление в миниатюрной живописи». Основным трудом Агентова считается книга «Открытие сокровенных художеств, служащее для фабрикантов, мануфактуристов, художников, мастеровых людей и для экономии», составленная из переводов немецких авторов. Эта книга выдержала три издания, она считается первой русской книгой по технической химии.
Скончался после 1780 года.